# Narnia (Nederlandse musical)
Narnia is een Nederlandse musical onder regie van Rogier van de Weerd gebaseerd op het boek The Chronicles of Narnia: The Lion, the Witch and the Wardrobe van C.S. Lewis. Deze musical werd in theaterseizoen 2006/2007 opgevoerd door het Nationaal Jeugd Musical Theater en is in Seizoen 2007/2008 in reprise gegaan.

## Het verhaal
Wanneer in Engeland de Tweede Wereldoorlog uitbreekt, gaan Peter, Susan, Edmund en Lucy in de zomervakantie logeren bij professor Digory Kirke in een groot huis op het platteland. Op een regenachtige dag ontdekt de kleine Lucy in een lege kamer van het huis een geheimzinnige kleerkast. Als Lucy zich in de kast probeert te verstoppen, loopt ze zomaar een andere wereld binnen, het land van Narnia! Jadis, de Witte Heks heeft ervoor gezorgd dat het in Narnia altijd winter is. Met hulp van de leeuw Aslan en van de bevers proberen de kinderen daar iets aan te doen.

## Rolverdeling
- Janke Dekker - als Jadis, de Witte Heks
- Harold Verwoert - als Aslan
- Emilie Pos, Vittoria Robijns - als Lucy
- Roel Felius, Robin van Veen - als Peter
- Mitch Wolterink, Momar Diagne - als Meneer Tumnus
- Warren G.Q. Walker, Max van Waard, Marnix van der Moezel - als Edmund
- Susan Joyce, Martha Meijer - als Susan
- Gert Jan Louwe - als Professor Digory Kirke
- Sunnie Maijer - als Understudy Jadis, de Witte Heks 1e seizoen
- Roos van Lint - als Understudy Jadis, de Witte Heks 2e seizoen
- Rogier van de Weerd - als Understudy Aslan de Leeuw
- En verder nog 120 kinderen verdeeld over 3 casts

## Productieteam
- Rogier van de Weerd - Regie
- Allard Blom - vertaling
- Jeroen Sleijfer - Muzikale leiding
- Joanna Woud - Artistieke leiding
- Dayna Martínez Morales - Choreografie
- Dian IJkhout - Choreografie
- Ellen van der Horst - Kostuumontwerp
- Wichert van Engelen - Decorontwerp
- Simon Kaper - Decorontwerp
- Sébastiaan van der Ham - kap en grime
- Roan Lo-A-Njoe - lichtontwerp
- René Frankhuizen - geluidsontwerp